# Concepción (miasto w Chile)
Concepción – miasto w środkowym Chile, położone nad rzeką Biobío, około 10 km od jej ujścia do Oceanu Spokojnego. Ośrodek administracyjny regionu Biobío. Miasto w 2006 liczyło 292 589, a wraz z aglomeracją 1 322 581 mieszkańców. Miasto jest znaczącym ośrodkiem uniwersyteckim z siedzibami wielu uczelni prywatnych oraz państwowych.

## Historia
Miasto zostało założone w 1550 przez Pedro de Valdivia na wybrzeżu, ale po kilku katastrofalnych trzęsieniach ziemi zostało w XVIII wieku odbudowane w obecnym miejscu. Nadal nawiedzane jest przez silne trzęsienia ziemi, m.in. w 1960 i 2010. W mieście Concepción miało miejsce ważne wydarzenie historyczne – w 1818 proklamowano tu niepodległość Chile.
27 lutego 2010 wystąpiło trzęsienie ziemi o magnitudzie 8,8 stopni w skali Richtera, którego hipocentrum wstrząsów znajdowało się na głębokości 55 kilometrów, w odległości 90 kilometrów na północny wschód od miasta.

## Przemysł
Concepción jest jednym z największych ośrodków przemysłowych Chile, z rozwiniętym przemysłem metalowym, chemicznym, włókienniczym, spożywczym i drzewnym. W pobliżu eksploatuje się złoża węgla kamiennego. Okręg przemysłowy Concepción obejmuje też położoną niedaleko hutę stali w Huachipato, rafinerię ropy naftowej oraz port morski w Talcahuano. Działa tam także polski konsulat honorowy.

## Klimat
| Miesiąc                                                                                         | Sty  | Lut  | Mar  | Kwi  | Maj   | Cze   | Lip   | Sie   | Wrz  | Paź  | Lis  | Gru  |
| ----------------------------------------------------------------------------------------------- | ---- | ---- | ---- | ---- | ----- | ----- | ----- | ----- | ---- | ---- | ---- | ---- |
| Średnie temperatury w dzień [°C]                                                                | 22.1 | 21.8 | 20.3 | 17.9 | 15.3  | 13.4  | 12.9  | 13.6  | 14.9 | 16.6 | 18.7 | 20.9 |
| Średnie temperatury w nocy [°C]                                                                 | 11.1 | 10.9 | 9.6  | 8.4  | 8.0   | 6.6   | 5.9   | 6.0   | 6.5  | 7.6  | 8.9  | 10.5 |
| Opady [mm]                                                                                      | 17.6 | 15.1 | 22.7 | 68.5 | 201.9 | 241.3 | 209.9 | 137.2 | 91.3 | 64.3 | 36.7 | 24.1 |
| Źródło: Meteo Chile, Información climatológica de estaciones chilenas, December 2013 26.01.2014 |      |      |      |      |       |       |       |       |      |      |      |      |

## Miasta partnerskie
- La Plata, Argentyna
- Rosario, Argentyna
- Guayaquil, Ekwador
- Betlejem, Palestyna
- Cascavel, Brazylia
- Monterrey, Meksyk
- Auckland, Nowa Zelandia
- Cuenca, Ekwador